# 1. tankovska armada (Wehrmacht)
Za druge 1. armade glejte 1. armada.
1. tankovska armada (izvirno nemško 1. Panzerarmee) je bila tankovska armada v sestavi Heera (Wehrmacht) med drugo svetovno vojno.

## Zgodovina
1. tankovska armada je bila ustanovljena 25. oktobra 1941 s preimenovanjem Oberbaugruppe Süd.

## Vojna služba
| Datum                     | Nadrejeno poveljstvo             | Področje (vir) |
| oktober 1941–avgust 1942  | Armadna skupina Jug              | Vzhodna fronta |
| avgust 1942–februar 1943  | Armadna skupina A                | Vzhodna fronta |
| februar 1943              | Armadna skupina Don              | Vzhodna fronta |
| marec 1943–april 1944     | Armadna skupina Jug              | Vzhodna fronta |
| april 1944–oktober 1944   | Armadna skupina Severna Ukrajina | Vzhodna fronta |
| oktober 1944–februar 1945 | Armadna skupina A                | Vzhodna fronta |
| februar–maj 1945          | Armadna skupina Sredina          | Vzhodna fronta |

## Organizacija

### Stalne enote
- Höh. Arko 311
- Korück 531
- Panzer-Armee-Nachschubführer 1
- Panzer-Armee-Nachrichten-Regiment 1

### Dodeljene enote
4. november 1941
- Corpo di Spedizione Italiano in Russia
- III. Armeekorps
- XXXXIX. Armeekorps
- XIV. Armeekorps
- 60. pehotna divizija

11. maj 1942
- Corpo di Spedizione Italiano in Russia
- XXXXIX. Armeekorps
- XIV. Armeekorps
- Konjeniški (romunski) korpus

2. september 1942
- LII. Armeekorps
- XXXX. Armeekorps
- III. Armeekorps

3. februar 1943
- XXXX. Armeekorps
- XXX. Armeekorps
- III. Armeekorps

5. avgust 1943
- XXXX. Armeekorps
- XXX. Armeekorps
- LVII. Armeekorps

3. marec 1944
- LIX. Armeekorps
- XXIV. Armeekorps
- XXXXVI. Armeekorps
- III. Armeekorps
- 1. tankovska divizija
- 17. tankovska divizija

31. avgust 1944
- XXIV. Armeekorps
- XI. Armeekorps
- 1. (madžarska) armada

31. december 1944
- XXXXIX. Armeekorps
- XI. Armeekorps
- 1. (madžarska) armada
- 154. pehotna divizija

5. maj 1945
- LIX. Armeekorps
- XI. Armeekorps
- LXXII. Armeekorps
- XXXXIX. Armeekorps
- XXIV. Armeekorps
- 8. tankovska divizija
- 253. pehotna divizija
- 320. pehotna divizija
- 371. pehotna divizija
- 544. grenadirska divizija

## Poveljstvo
Poveljnik
- Generalfeldmarschall Ewald von Kleist (25. oktober 1941–21. november 1942)
- Generalpolkovnik Eberhard von Mackensen (21. november 1942–29. oktober 1943)
- Generalpolkovnik Hans-Valentin Hube (29. oktober 1943–21. april 1944)
- General pehote Kurt von der Chevallerie (21. april 1944–18. maj 1944)
- Generalpolkovnik Erhard Raus (18. maj 1944–15. avgust 1944)
- Generalpolkovnik Gotthard Heinrici (15. avgust 1944–19. marec 1945)
- General tankovskih enot Walther Nehring (19. marec 1945–3. april 1945)
- General pehote Wilhelm Hasse (3. april 1945–8. maj 1945)